# Arum jacquemontii
Arum jacquemontii är en kallaväxtart som beskrevs av Carl Ludwig von Blume. Arum jacquemontii ingår i Munkhättesläktet och i familjen kallaväxter. Inga underarter finns listade.